# Monika Liu
Monika Liubinaitė  også kendt som Monika Liu (født 9. februar 1988) er en Litauensk sanger og sangskriver. Hun har repræsenteret Litauen ved Eurovision Song Contest 2022 i Torino med sangen "Sentimentai" og kom på en 14. plads i finalen.